# Christian Hugo
Christian Paul Maximilian Hugo (* 16. Oktober 1962 in Gerolzhofen) ist ein deutscher Mediziner mit dem Spezialgebiet Nephrologie und den Arbeits- und Forschungsschwerpunkten Nierentransplantation, Glomerulonephritis und Vaskulitis, akute Nierenschädigung nach Chemotherapie sowie Regeneration von Nierenerkrankungen. Seit 2009 ist er Professor an der Medizinischen Fakultät der TU Dresden.

## Leben
Der 1962 geborene Hugo legte 1981 sein Abitur in Wiesentheid ab und begann zunächst 1982 ein Studium der Physik. Nach einem Wechsel an die Medizinische Fakultät der Julius-Maximilians-Universität Würzburg (1983) studierte er bis 1989 Medizin, war zwischen 1989 und 1991 an der Universitätsklinik Würzburg tätig, erhielt am 19. Februar 1991 seine Approbation und promovierte im selben Jahr mit der Dissertation zum Thema „Einfluss der Aldosteron-Applikation auf der Konzentration des atrialen natriuretischen Faktors (ANF) in definierten Hirnarealen: Experimentelle Studie an intakten und adrenalektomierten Ratten“.
Nachdem Christian Hugo von 1991 bis 1993 an der Medizinischen Klinik 4 (Nephrologie) der Friedrich-Alexander-Universität Erlangen-Nürnberg, zwischen 1993 und 1995 Ausbildungsstipendiat der Deutschen Forschungsgemeinschaft, sowie zwischen 1995 und 1996 Forschungsstipendiat (promovierter wissenschaftlicher Mitarbeiter) der Abteilung für Pathologie und Nephrologie der National Kidney Foundation an der University of Washington war, habilitierte er sich 1999 mit einer wissenschaftlichen Arbeit zum Thema „Die Bedeutung von Thrombospondin-1 in der Pathogenese von entzündlichen Nierenerkrankungen“ an der Friedrich-Alexander-Universität Erlangen-Nürnberg.
Hugo war zwischen 1996 und 2011 Mitarbeiter der Medizinischen Klinik 4 (Nephrologie) der Friedrich-Alexander-Universität Erlangen-Nürnberg, erhielt 1998 seine Zulassung als Facharzt für Innere Medizin, 2001 die Zulassung als Facharzt für Nephrologie und war zwischen 2001 und 2009 Oberarzt an der Medizinischen Klinik 4 sowie Leiter des Nierentransplantationsprogramms der Friedrich-Alexander-Universität Erlangen-Nürnberg. Es folgte im April 2007 ebenda die Berufung zum apl. Professor für Nephrologie und Hypertensiologie. 2009 wurde Christian Hugo W2-Professor für Nephrologie an der Medizinischen Klinik III des Universitätsklinikum Carl Gustav Carus Dresden.
Seit 2014 ist Hugo Generalsekretär der Deutschen Transplantationsgesellschaft.

## Mitgliedschaften
- seit 1991: Deutsche Gesellschaft für Innere Medizin
- seit 1996: Deutsche Gesellschaft für Nephrologie
- seit 2003: European Society of Nephrology
- seit 2004: Mitherausgeber der Zeitschrift „Nephron Experimental Nephrology“
- seit 2008: Deutsche Transplantationsgesellschaft

## Auszeichnungen
- 1991: Wissenschaftspreis der Fränkischen Gesellschaft der Wissenschaft
- 1996: Posterpreis der National Kidney Foundation
- 1997: Posterpreis der Deutschen Gesellschaft für Nephrologie
- 1998: Posterpreis der Deutschen Gesellschaft für Innere Medizin
- 2006: Posterpreis der Deutschen Gesellschaft für Nephrologie